# Psychose (roman)
Pour le film d'Alfred Hitchcock, voir Psychose (film).
Pour les articles homonymes, voir Psychose (homonymie).
Psychose (Psycho, 1959) est un roman policier de Robert Bloch. Le roman a été adapté au cinéma en 1960 par Alfred Hitchcock sous le même titre. Robert Bloch a écrit plus tard deux suites, qui ne sont liées à aucune des suites du film.

## Résumé
Mary a volé une grosse somme d'argent à son patron pour éponger les dettes de son amant. Elle se repose dans un motel tenu par Norman Bates, un homme énigmatique qui vit sous l'emprise de sa mère. Après une brève conversation entre eux, Mary change d'avis et décide de rendre l'argent. À la suite de sa disparition, sa sœur Lila part à sa recherche, aidée par le détective Milston Arbogast.

## Suites
Robert Bloch a écrit deux suites, Psycho II (1982) et Psycho House (1990). Elles ne correspondent pas aux films. Dans le roman Psycho II, Bates s'échappe de l'asile déguisé en religieuse et se rend à Hollywood. Universal Pictures n'a pas voulu l'adapter à cause de sa critique des films d'horreur. Dans le roman Psycho House, des meurtres surviennent quand le motel de Bates rouvre comme attraction touristique.
En 2016, un quatrième opus, intitulé Psycho : Sanitarium, écrit par Chet Williamson, a été publié. Le livre se situe entre les événements du roman original et Psycho II, racontant les événements qui ont eu lieu dans un hôpital d'État pour les criminels fous où Bates est interné.

### Romans
- Psychose (Psycho, 1959) / Robert Bloch ; trad. Odette Ferry.
  - Verviers : Gérard et Cie, coll. "Marabout" n° 277, 1960, 186 p.
  - Verviers : Gérard et Cie ; Paris : l'Inter, coll. "Marabout géant" n° 303, 1968, 248 p.
  - Verviers : Marabout, coll. "Bibliothèque Marabout" 904, 1979, 247 p.
  - Paris : Presses pocket, coll. "Terreur" n° 9014, 1989, 247 p.  (ISBN 2-266-02919-3)
  - dans Les Romans qui ont inspiré Hitchcock. Paris : Librairie des Champs-Élysées, coll. "Les Intégrales Hitchcock" n° 3, 1998.  (ISBN 2-7024-2871-1)
  - Paris : "Pocket Terreur" n° 9014, janvier 1999, 247 p.  (ISBN 2-266-09218-9)

- Psychose / Robert Bloch ; trad. Emmanuel Pailler ; préface de Stéphane Bourgoin.
  - Paris : Moisson rouge-Alvik, mai 2011, 187 p.  (ISBN 978-2-914833-98-1)
  - Paris : Points Thriller n° 3038, mai 2013, 230 p.  (ISBN 978-2-7578-3477-0)

- Psychose II (Psycho II, 1982) / Robert Bloch ; trad. François Truchaud.
  - Paris : Fleuve noir, coll. "Engrenage" n° 53, 1982, 224 p.  (ISBN 2-265-02169-5)
  - préface François Guérif. Paris : Néo, coll. "Le Miroir obscur" n° 144-145, 1988, 315 p.  (ISBN 2-7304-0474-0)
  - Paris : "Pocket Terreur" n° 9045, 1991, 315 p.  (ISBN 2-266-03839-7)

- Psychose 13 (Psycho House, 1990) / Robert Bloch ; trad. Gérard Coisne.
  - Amiens : Encrage, coll. "Effrois" n° 2, 1990, 288 p.  (ISBN 2-906389-22-6). Le roman suivi d'un entretien avec l'auteur sur le roman initial et ses suites littéraires.
  - Paris : Presses pocket, coll. "Terreur" n° 9044, 1991, 249 p.  (ISBN 2-266-03839-7)

### Étude
- (en) John A. McDermott, « "Do You Love Mother, Norman ?" : Faulkner's "A Rose for Emily" and Metalious's Peyton Place as Sources for Robert Bloch's Psycho », The Journal of Popular Culture, Blackwell Publishing, vol. 40, no 3,‎ juin 2007, p. 454-467 (DOI 10.1111/j.1540-5931.2007.00403.x).